# Nienke Brinkhuis
Nienke Brinkhuis est une actrice néerlandaise née le 10 octobre 1971 à Kesteren aux Pays-Bas.

## Filmographie
- 1997 : Goudkust : Marlies
- 2002 : Rozengeur & Wodka Lima : Carolien
- 2002 : Swingers : Alex
- 2003 : Toen was geluk heel gewoon : Lotus
- 2003 : Baantjer : Stella de Bruine
- 2004 : Gay in Amsterdam : Snoes
- 2006 : Van Speijk : Marian
- 2006 : Groenten uit Holland : Linda
- 2006 : Model 22 : Model 22
- 2007 : The Italian Connection : Eva
- 2009 : Zeg 'ns Aaa : Brenda de Beer
- 2009 : Lilith : Lilith